# セカンドチャンス (曲)
『セカンドチャンス』は、釈由美子のデビューシングル。1999年10月1日リリース。発売元はメディアリング（現・三菱樹脂）。

## 解説
女の子の素直な気持ちを伝える、
釈由美子の記念すべきデビューシングル。
アイ・オー・データ機器「HyperHyde」CMテーマソング。

## 収録曲
1. セカンドチャンス
（Music & Arrengement:TOHRU YOSHIDA Lylics:TOMMY.K）
2. 風のゴンドラ
（Music & Arrengement:TOHRU YOSHIDA Lylics:TOMMY.K）
3. セカンドチャンス(instrumental)
（Music & Arrengement:TOHRU YOSHIDA Lylics:TOMMY.K）
4. 風のゴンドラ(instrumental)
（Music & Arrengement:TOHRU YOSHIDA Lylics:TOMMY.K）

## 参加ミュージシャン
- Yumiko Shaku：Vocal & Electric Guitar & Acoustic Guitar
- Chihiro,Remi Fukaki：Chorus
- Hideyuki“DAICHI”Suzuki：Programming